# Niccolò Brancaccio
Niccolò Brancaccio (anche Brancaccio del Vescovo o Brancas, alla francese) (Napoli, 1335 circa – Firenze, 29 giugno 1412) è stato un arcivescovo cattolico e cardinale italiano, chiamato il Cardinale d'Alba, il Cardinale di Cosenza o il Cardinale di Albano.

## Biografia
Nato verso il 1335, probabilmente a Napoli, da Marino, appartenente al ramo dei Brancaccio Dogliuoli o Glivoli, e da Giacoma d'Aversa, di nobile famiglia anch'ella .
Dopo aver concluso gli studi in diritto civile, divenne prima canonico della cattedrale di Napoli e poi auditore della Sacra Rota e cappellano pontificio onorario; il 29 maggio 1366 ad Avignone pronunciò in Curia il giuramento per il suo alto ufficio giudiziario. Nell'agosto dello stesso anno fu uno dei procuratori della regina Giovanna I di Napoli, che effettuarono la consegna del censo dovuto alla Chiesa romana.
Il 12 aprile fu eletto arcivescovo di Bari, il 13 gennaio 1377 fu trasferito alla sede metropolitana di Cosenza e prese possesso della sede il successivo 14 aprile; suo successore a Bari fu, per sua stessa iniziativa, Bartolomeo Prignano, suo parente e amico, che sarebbe stato eletto di lì a poco papa Urbano VI.
Consigliere della regina Giovanna I di Napoli, fu suo ambasciatore presso papa Urbano VI per far confermare dal papa la sua elezione al trono. Ritornato a Napoli, e su indicazione della regina, passò all'obbedienza all'antipapa Clemente VII; divenne reggente della Cancelleria Apostolica dopo l'elezione dell'antipapa fino alla sua promozione al cardinalato. Fu, perciò, convocato a Roma da papa Urbano VI per discolparsi, ma avendogli rifiutato obbedienza, fu scomunicato e privato della dignità il 9 novembre 1378, assieme alla carica di arcivescovo di Cosenza.
Nel concistoro del 18 dicembre 1378 fu nominato pseudocardinale presbitero dall'antipapa Clemente VII e prima 24 febbraio 1379 ricevette la berretta con il titolo di Santa Maria in Trastevere. Nel 1379 fu nominato canonico della cattedrale metropolitana di Lione e poco dopo si trasferì a Lione in maniera definitiva. Il 21 aprile 1385 rese gli omaggi alla regina Maria di Napoli, giunta a Villeneuve. Il 5 maggio 1385, su ordine dell'antipapa, celebrò una messa di requiem per la regina Giovanna di Napoli. Verso la fine di aprile 1388 divenne vescovo della sede suburbicaria di Albano e nel 1391 vice-cancelliere di Santa Romana Chiesa. Il 16 settembre 1394 era presente alla morte dell'antipapa; partecipò al conclave del 1394, che elesse l'antipapa Benedetto XIII. Nell'agosto 1398 abbandonò l'obbedienza avignonese, per ritornarvi poco dopo. Il 18 settembre 1401 celebrò una messa e pronunciò il sermone in occasione della traslazione dei resti dell'antipapa Clemente VII dalla Cattedrale di Avignone alla nuova chiesa dei Celestini.
Nel 1408 abbandonò definitivamente l'obbedienza all'antipapa Benedetto XIII, dal quale fu deposto da tutte le cariche il 21 ottobre dello stesso anno. Prese parte al Concilio di Pisa e al successivo conclave del 1409, che elesse l'antipapa Alessandro V. Partecipò al conclave del 1410, che elesse l'antipapa Giovanni XXIII, fu da questi nominato suo legato per il Regno di Napoli. In questo periodo aggiunse altre cariche: fu canonico e arcidiacono del capitolo della cattedrale di Narbona; canonico della cattedrale di Aix e di Fréjus e prevosto di Barjois, nella diocesi di Fréjus.
Di ritorno dalla sua ambasciata a Napoli, morì a Firenze il 29 giugno 1412 e fu sepolto nella basilica di Santa Maria Novella.

## Successione apostolica
La successione apostolica è:
- Vescovo Guillaume di Menthonay (1394)